# Пантелеймон (светец)
Вижте пояснителната страница за други личности с името Свети Пантелеймон.
Пантелеймон е великомъченик от Никомедия (дн. Измит), пострадал за Христовата вяра по време на управлението на римския император Максимиан Херкулий. Свети Пантелеймон е един от Четиринадесетте свети помощници. Името му в превод от гръцки означава „всемилостив“.
Според житието му св. Пантелеймон живял в края на III и началото на IV век. Роден като езичник, носил името Пантолеон (от гръцки: „лъв във всичко“). Учил се на медицина при известния по онова време лекар Ефросин и станал придворен лекар. Впоследствие приел християнството и новото си име Пантелеймон. Отказал да се поклони на езическите богове, заради което бил подложен на страдания, които изтърпял без болка с помощта на Христа, и по заповед на Максимиан бил посечен с меч. По-късно бил провъзгласен за светец от Църквата.

## Памет
Част от мощите на светията се пазят в руския манастир „Свети Пантелеймон“ на Света гора.
Заради дейността си приживе св. Пантелеймон е провъзгласен за закрилник на лекарите и акушерките. Българската православна църква почита паметта му на 27 юли (9 август по стар стил).
Великомъченик Пантелеймон е почитан от Православната и Римокатолическата църква.
На свети Пантелеймон е наречена улица в квартал „Димитър Миленков“ в София (Карта).